# Ą
Ą, ąはAにオゴネクを付した文字である。ポーランド語、リトアニア語、カシューブ語でラテン文字とともに用いられる。ポーランド語、リトアニア語、カシューブ語の第2字母である。
- ポーランド語、カシューブ語では、鼻音化円唇後舌半広母音 /ɔ̃/（日本語式に発音すると「オン」）。
- リトアニア語で、非円唇前舌広母音の長音 /aː/ を表す文字として使われる。

## 符号位置
| 大文字 | Unicode | JIS X 0213 | 文字参照       | 小文字 | Unicode | JIS X 0213 | 文字参照       | 備考 |
| ------ | ------- | ---------- | -------------- | ------ | ------- | ---------- | -------------- | ---- |
| Ą      | U+0104  | 1-10-1     | &#x104; &#260; | ą      | U+0105  | 1-10-12    | &#x105; &#261; |      |